# Ауштрявичюс, Пятрас
Пятрас Ауштрявичюс (лит. Petras Auštrevičius; род. 16 мая 1963 года, Юодшиляй, Вильнюсский район, Литовская ССР, СССР) — литовский государственный деятель и политик, дипломат.

## Биография
В 1981 году окончил Вильнюсскую среднюю школу № 39 (ныне — Науйининкайская прогимназия). В 1986 году окончил Факультет экономики Вильнюсского университета.
В 1986—1991 годах — ассистент в Институте экономики Академии наук. В 1988—1991 годах аспирант Института экономики.
Ещё до провозглашения независимости поступил на службу в формирующееся Министерство иностранных дел Литвы на должность старшего специалиста, позже он стал первым секретарём МИД Литвы. В 1992 году прошёл обучение в Гуверовском институте Стэнфордского университета в США. После обучения, он был назначен в департамент Северных стран Министерства иностранных дел. Он создавал посольство Литвы в Финляндии. В 1994 году, в возрасте 31 года, он, заняв пост посла Литвы в Финляндии, стал самым молодым послом Литвы.
В 1998 году назначен советником премьер-министра Литвы по вопросам внешней политики. Создал Европейский комитет и стал координатором вступления Литвы в Европейский Союз.
С 1999 года работал канцлером правительства, через год вернулся в МИД Литвы и был назначен послом по особым поручениям.
С 2001 года — генеральный директор Европейского комитета при правительстве и главный переговорщик по вступлению Литвы в Европейский Союз.
В 2003—2004 годах преподавал институте международных отношений и политических наук Вильнюсского университета.
В 2004 году назначен вице-канцлером правительства Литвы по делам ЕС.
В 2004 году участвовал в Президентских выборах в Литве. Выступал как независимый кандидат. И по результатам выборов занял 3-е место.
В 2004—2014 годах — депутат Сейма Литовской Республики. Работал членом комитета по европейским делам, а в 2005—2008 годах был заместителем председателя этого комитета. Являлся членом комитета по иностранным делам, комиссиях по проблемам Игналинской АЭС и по делам НАТО. Член делегации Сейма в Парламентской ассамблеи НАТО и председатель группы по межпарламентским связям с Австрийской Республикой.
В 2013—2014 годах — заместитель председателя Сейма.
Один из соучредителей Либерального движения Литвы соучредитель, а в 2006—2008 годах — председатель этой партии.
С 2014 года — депутат Европейского парламента.
В 2015 году объявил голодовку в качестве протеста против незаконного, по его мнению, заключения Надежды Савченко. Голодовка не принесла никаких результатов и вскоре была прекращена. В июле 2015 года выдвинул, в составе группы депутатов, кандидатуру Бориса Немцова на соискание премии им. А. Д. Сахарова.
Он говорит на английском и русском языках, изучает французский.

## Награды
- Командор ордена Великого князя Литовского Гядиминаса (2003 год)
- Памятная медаль вступления Литвы в ЕС и НАТО (2004 год)
- Памятная медаль в честь 750-летия коронации короля Миндаугаса (2003 год)
- Орден «За заслуги» II степени (Украина, 23 августа 2022 года) — за значительные личные заслуги в укреплении межгосударственного сотрудничества, поддержку государственного суверенитета и территориальной целостности Украины, весомый вклад в популяризацию Украинского государства в мире[3].
- Орден «За заслуги» III степени (Украина, 21 августа 2015 года) — за весомый личный вклад в укрепление международного авторитета Украинского государства, популяризацию её исторического наследия и современных достижений и по случаю 24-й годовщины независимости Украины[4].
- Орден Чести (Грузия, 2014 год)[5].
- Рыцарский крест 1 класса ордена Белой розы Финляндии (Финляндия, 1998 год).
- Офицер ордена «За заслуги» (Франция, 2003 год).
- Орден Святого Владимира II степени (УПЦ КП)[6].

## Труды
- Petras Auštrevičius. Rinkos ekonomika ir valstybės reguliavimas. — Vilnius: Balticum, 1990.
- Petras Auštrevičius. Šiuolaikinių ekonomikos terminų enciklopedinis žodynas. — Vilnius: Lietuvos laisvosios rinkos institutas, Lietuvos komersantas, 1991.
- Petras Auštrevičius. Lithuania’s Road to the European Union: Unification of Europe and Lithuania’s EU Accession Negotiation. — Vilnius: Eugrimas, 2005.
- Petras Auštrevičius. The Accession Story – The EU from Fifteen to Twenty-five Countries. — 2007.

## Семья, хобби
Хобби — классическая музыка, спорт.
Жена Гинтаре (лит. Gintarė) — экономист. Сыновья Вайниус и Витенис.